# Peter Holst
Peter Fredrik Holst, född 23 december 1861 i Trondheim, död 5 januari 1935 i Oslo, var en norsk läkare. Han var far till Johan Holst.
Holst blev docent i patologi i Kristiania 1897, professor i medicin 1902, och författade arbeten inom bakteriologi och internmedicin, i synnerhet angående hjärt- och njursjukdomar. Tillsammans med Knud Faber och Karl Petrén utgav Holst från 1915 Lärobok i intern medicin. Han tilldelades Fridtjof Nansens belønning for fremragende forskning 1923.